# ヴィルマ・リヴォフ＝パルラギー
ヴィルマ・リヴォフ＝パルラギー（Elisabeth Vilma Lwoff-Parlaghy、結婚前の名前は Elisabeth von Parlaghy、1863年4月15日 - 1923年8月28日）は、ハンガリー生まれの画家である。ポーランドのリューリク朝の末裔であるリヴォフ家のロシア貴族のゲオルギー・リヴォフと1899年から1901年の間、結婚していた。離婚後も侯爵夫人の名前を使うことを許可されていた。ドイツで活動した後、1908年からアメリカ合衆国で活動した。

## 略歴
現在のハンガリー東部のハイドゥー・ビハール県のハイドゥドログ（Hajdúdorog）の役人の娘に生まれた。ブダペストで美術を学んだ後、ミュンヘンでフランツ・クオリオ（Franz Quaglio）やヴィルヘルム・デュール（Wilhelm Dürr der Jüngere: 1857-1900）に学び、人気のある肖像画家のフランツ・フォン・レンバッハのスタイルから影響を受けた。1883年にミュンヘンの国際美術展覧会で最初の金メダルを受賞した。1885年にはイタリアに旅して修行した。
1888年ころベルリンに移り、1890年に弁護士のカール・クルーガーと最初の結婚をした。1890年にベルリンで開催された展覧会に母親の肖像画注目され、1891年にモルトケの肖像画を描いて評判になり、ドイツ皇帝ヴィルヘルム2世にも作品を買い上げられた。1892年に皇帝の肖像画の注文を受けた。1894年にもベルリン美術展覧会で賞を受けた。パリのサロンでも認められ、1892年から1894年の間に賞を受賞した。1895年にはベルリンでンで100点以上の自身の作品の展示する展覧会を開催した。このころ最初の夫と離婚した。1896年に初めてニューヨークに旅した。
バイエルンに長く住んでいたリヴォフ家のロシア貴族ゲオルギー・リヴォフ（1861-1925）と知り合い、1899年にプラハで結婚した。夫妻はバイエルンのテーゲルン湖畔の侯爵の別荘で暮らしたが、ヴィルマは静かな生活になじめず、再びアメリカに旅して肖像画を描き、ドイツの社交界で活動した。1901年までにはゲオルギー・リヴォフと離婚し、侯爵の承認のもとで離婚後も侯爵夫人の地位を使い続けることができ、侯爵からニースの別荘を受け取るなどした。
離婚後、ゲオルギー・リヴォフは1901年に再婚した。ヴィルマはデンマークの牧師のピーター・ノルスと結婚し、1905年に娘が生まれた。ヴィルマはニースに移り、そこで小さな動物園も設立した。ベルリンのスタジオを閉じて、ベルリンに戻るときは名門ホテルに滞在した。1908年に、アメリカに移り、残りの人生をアメリカで過ごし、有力な顧客の注文を受けて成功したが、第一次世界大戦などのため人気を失うことになった。1923年にニューヨークで亡くなった。

## 作品

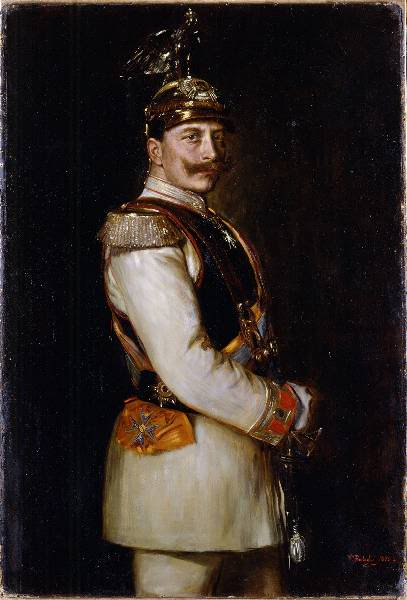
ヴィルヘルム2世 (ドイツ皇帝)(1895) 旧国立美術館 (ベルリン)
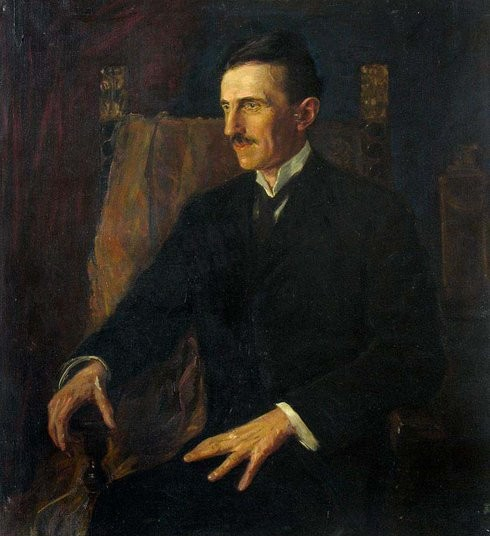
ニコラ・テスラ(1913)
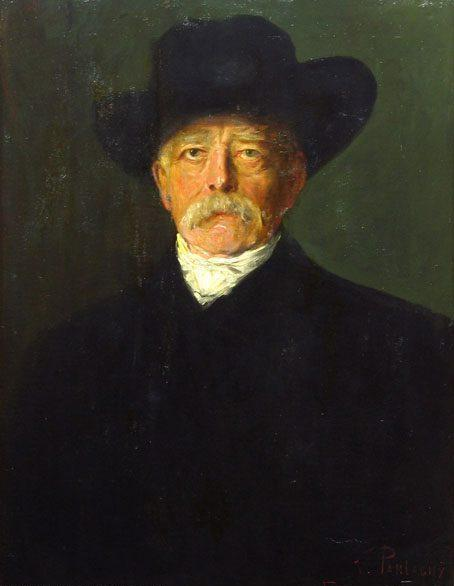
オットー・フォン・ビスマルク
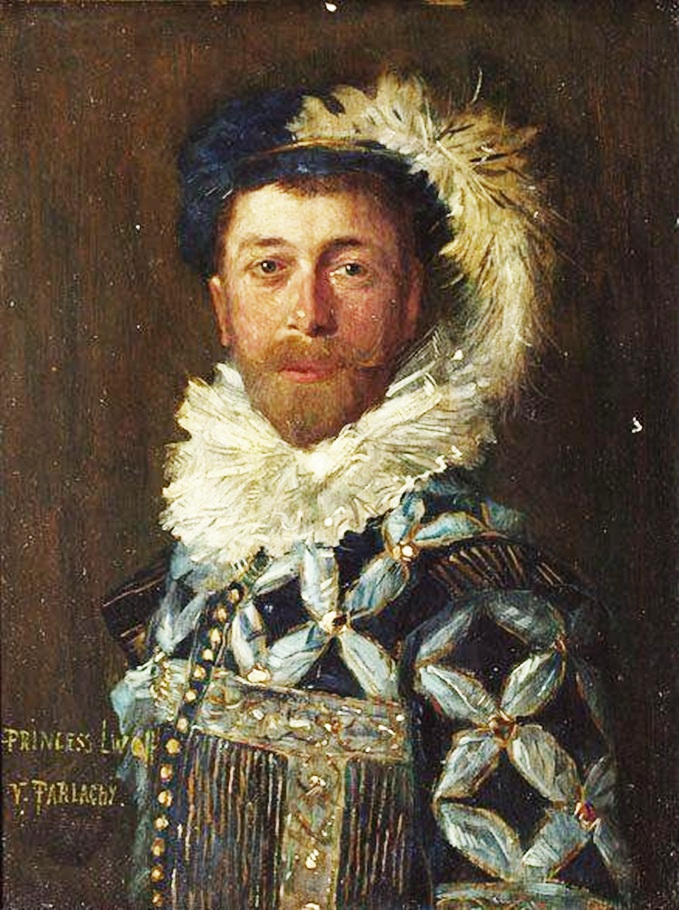
エルンスト・ギュンター公